# St. Burkhard (Messelhausen)

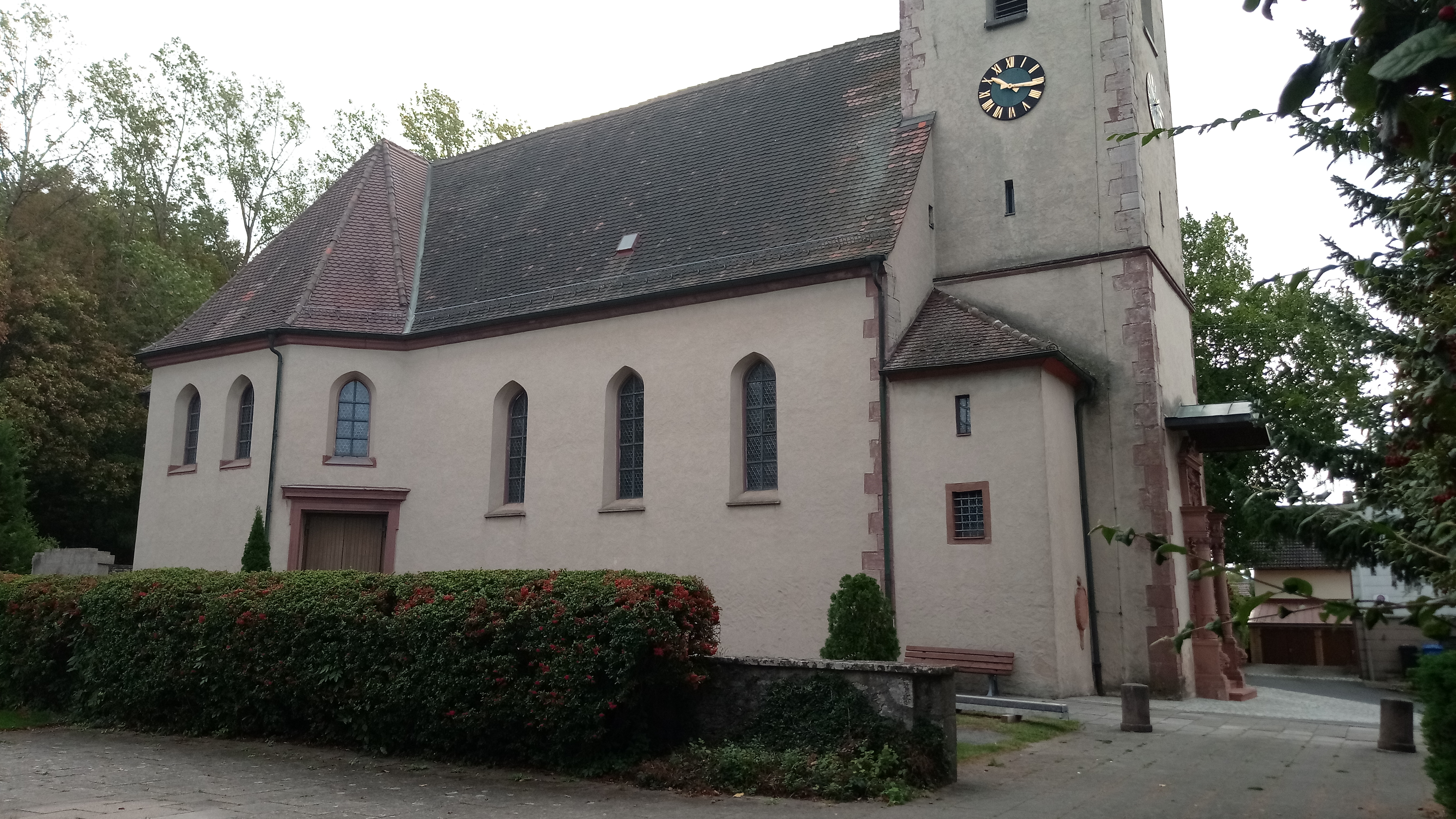
St. Burkhard in Messelhausen

Die römisch-katholische Pfarrkirche St. Burkhard in Messelhausen, einem Stadtteil von Lauda-Königshofen im Main-Tauber-Kreis, wurde 1595 von Stephan Zobel von Giebelstadt, sowie seiner Frau Kordula Echter gestiftet. Neben der Kirche befindet sich ein Friedhof, der eine Familiengruft umfasst. Die Kirche gehört zur Seelsorgeeinheit Lauda-Königshofen, die dem Dekanat Tauberbischofsheim des Erzbistums Freiburg zugeordnet ist.

## Geschichte
Die Kirche hat ein einschiffiges und flachgedecktes Langhaus mit einem schiefergrauen Westturm. Kunsthistorisch hat die Kirche einen hohen Stellenwert und stellt mit ihrem Baustil sowie ihrer Einrichtung ein Meisterstück der Renaissancekunst dar. Als künstlerisches Aushängeschild dient dabei der Apostelaltar der Kirche, welcher eine Schenkung des Bischofs von Echter von Würzburg im Jahre 1596 war. Über dem Hauptportal findet man die Wappen der Stifter der Kirche, Zobel und Echter. Der jetzige Hauptaltar wurde 1717 von Franz von Zobel gestiftet, während der Nebenaltar Mitte des 18. Jahrhunderts entstanden ist. Aus Anlass des vierhundertjährigen Jubiläums im Jahre 1995 nahm man Änderungen an der Ausstattung vor.

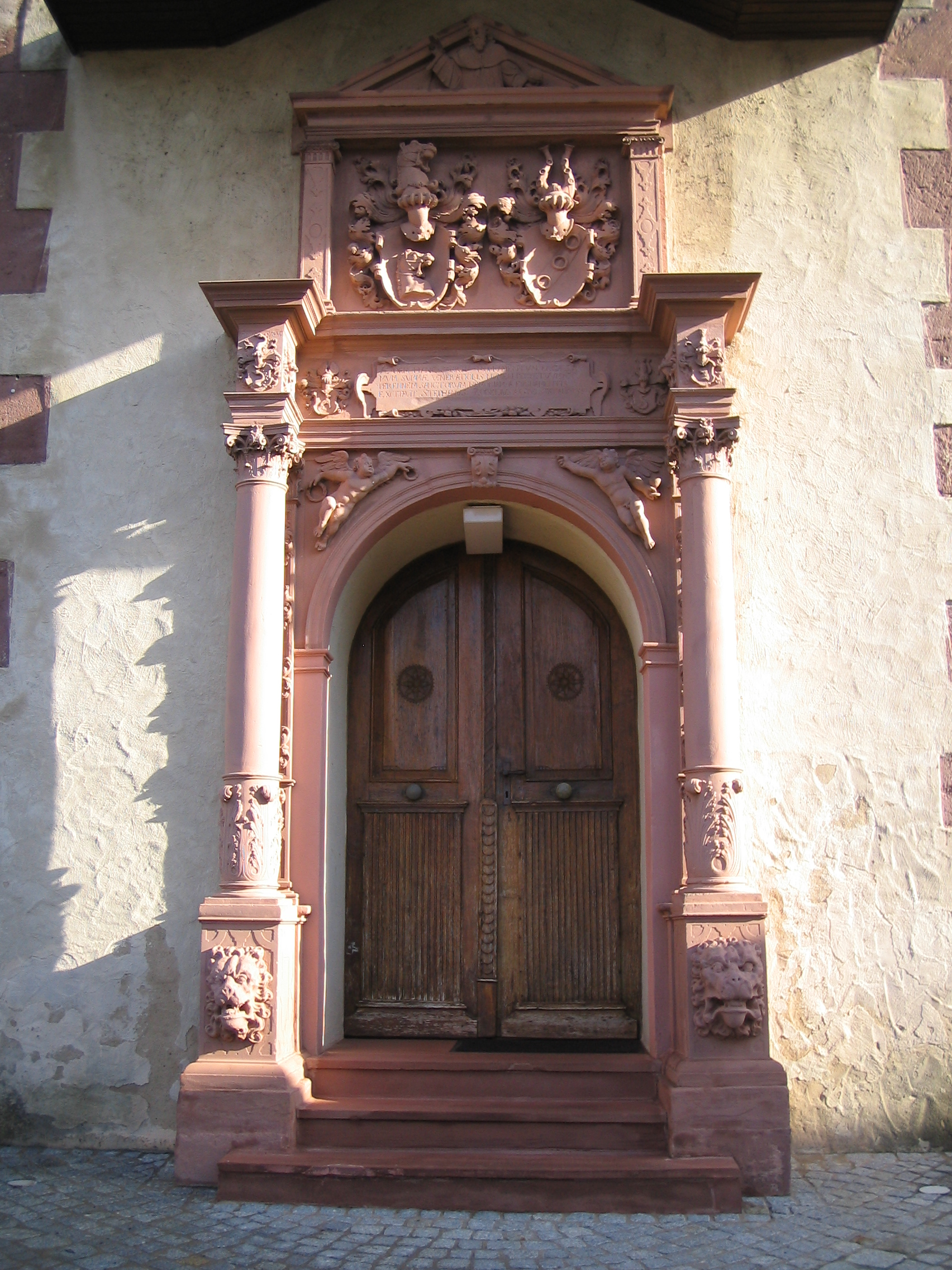
Portal der Kirche mit Wappen der Familien Zobel und Echter
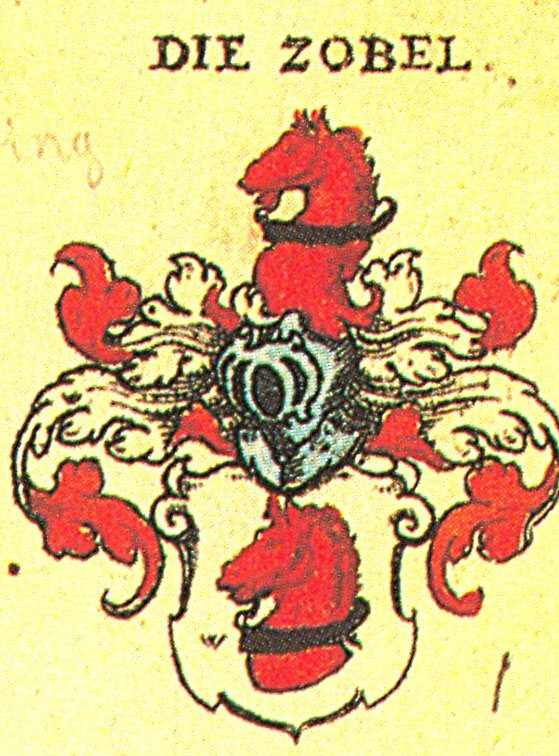
Wappen der Familie Zobel
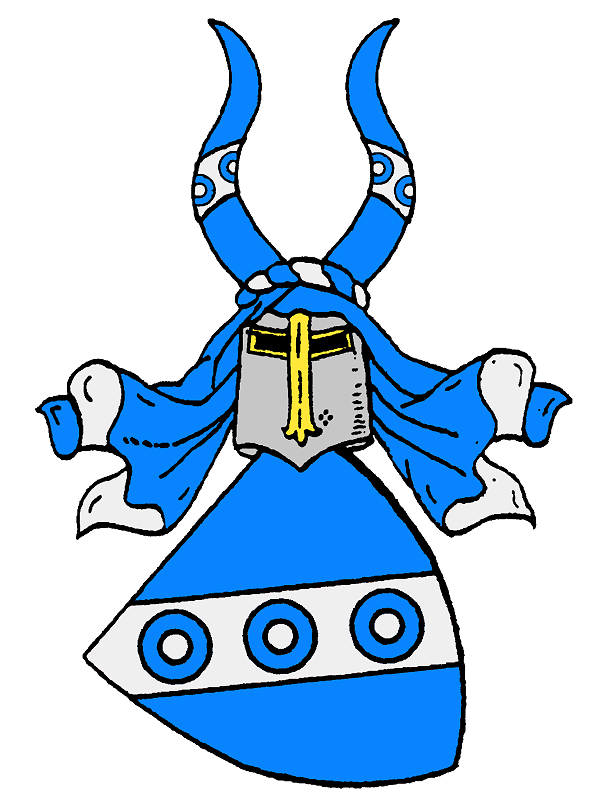
Wappen der Familie Echter

## Ausstattung

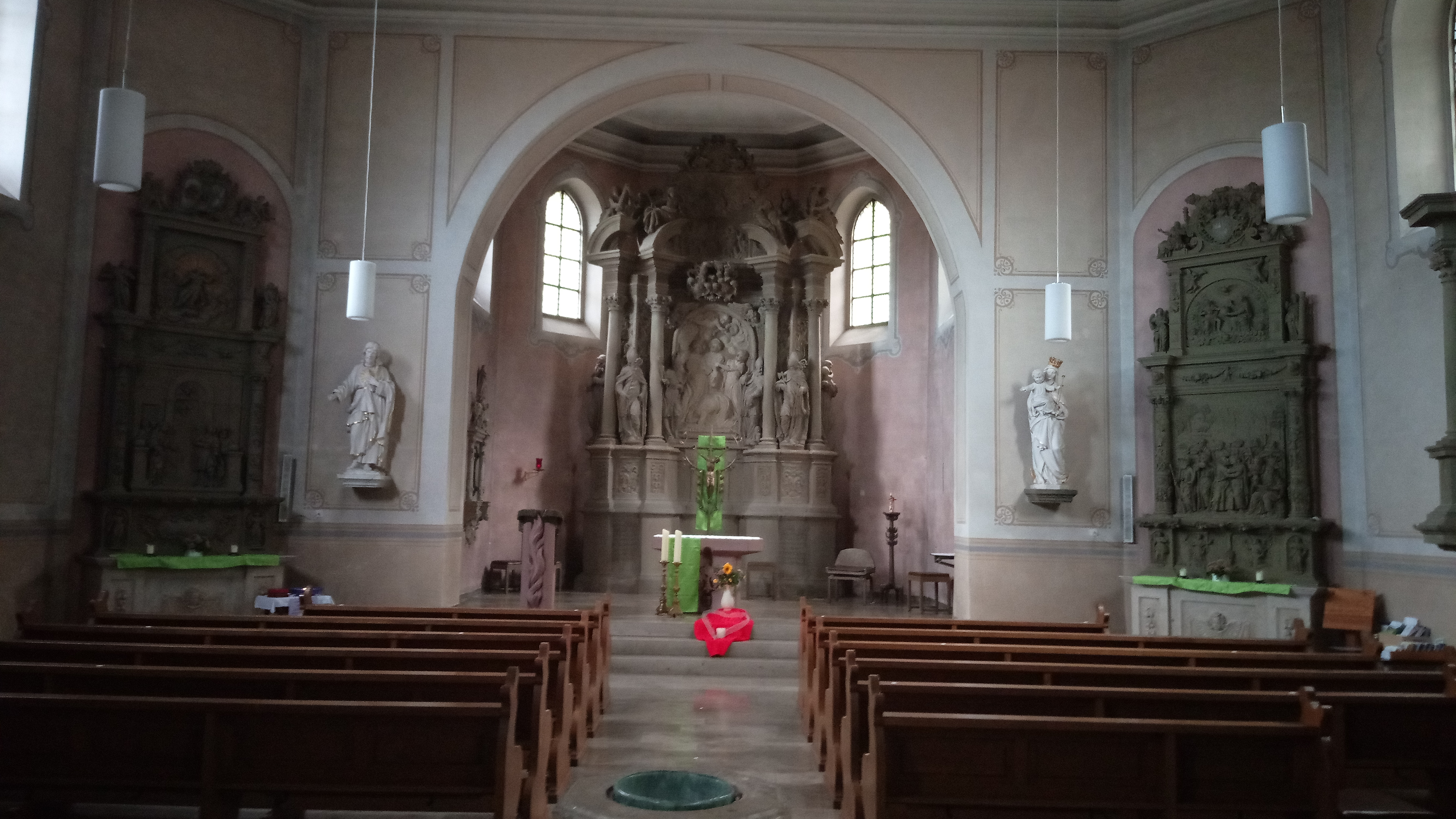
Innenansicht der Kirche St. Burkhard in Messelhausen

### Apostelaltar
Der Apostelaltar, welcher vom Bischof Echter von Würzburg 1596 geschenkt wurde, stellt einen Auszug der Apostel aus Jerusalem dar. Auf dem Absatz des Hauptsims findet man das Wappen der Familie Echter.

### Hauptaltar und Epitaph
Der Hauptaltar wurde 1717 von Franz von Zobel gestiftet und zeigt auf Höhe des linken Querschiffes ein Epitaph. Der Altar bildet die Enthauptung Johannes des Täufers ab, sowie Nebenfiguren wie den Heiligen Kilian, Bonifatius, den Kirchenpatron der Gemeinde, Burkhardus, Nikolaus, Franziskus von Assisi und Antonius von Padua. Über jener Abbildung befindet sich ein Reliefbild des jüngsten Gerichts.

### Nebenaltar
Der Nebenaltar, welcher in der Mitte des 18. Jahrhunderts aus Holz geschnitzt wurde, stellt die Heimsuchung Marias dar.

### Glocken
Ebenso im Besitz der Kirche befinden sich drei Glocken, welche vom Nürnberger Glockengießermeister Christoph im Jahr der Erbauung gegossen wurden.